# Fredy Nasser
Fredy Antonio Nasser Selman (4 de junio de 1956) es un Arquitecto y empresario hondureño de ascendencia palestina. Ha liderado varios proyectos de generación de energía y también dirigió la principal distribuidora de combustible de Centroamérica las Gasolineras UNO.[¿quién?] Ha sido reconocido internacionalmente con premios, como el premio excelencia 2011.

## Biografía
Fredy Antonio Nasser Selman, nació en la ciudad de Tegucigalpa,M.D.C. el 4 de junio de 1956. Realizó sus estudios secundarios en el Instituto Salesiano San Miguel en Tegucigalpa; seguidamente egresó de la Escuela de Arquitectura de la Universidad de Texas A&M, en 1978 regresa a Honduras, e inicia su faceta empresarial. 
Actualmente es CEO de Grupo Terra.

## Trayectoria empresarial
En 1978 funda la Inmobiliaria Campo Fresco, y desde 1992 inicia el negocio de generación de energía termoeléctrica y luego hidroeléctrica en Honduras, El Salvador y Guatemala, con una capacidad actual de 350 megavatios. En 1992 obtiene la concesión para rehabilitar y operar dos centrales térmicas ubicadas en Puerto Cortes y La Ceiba, en medio de una gran crisis de energía en el país, con una inversión de US$ 18 millones de dólares, en 1998 pone en marcha dos nuevos proyectos térmicos, Choloma I y II, posteriormente ha generado constantes proyectos y realizado importantes inversiones en el área, hoy provee cerca del 30% de la energía hondureña. En el 2010 inauguró el mega Proyecto Hidro Xacbal, una planta hidroeléctrica, ubicada en la república de Guatemala. La construcción inicio en el 2007 y con sus 94 Megavatios, abastecerá de electricidad a un equivalente de 405 mil hogares.
En 1996 funda Hondupetrol empresa dedicada a la importación y distribución de combustibles, posteriormente atiende a nivel Retail a través de Gasolineras UNO en Honduras y en la república de El Salvador; en el 2009 adquiere las operaciones de Shell en Centroamérica, convirtiéndose así en la distribuidora de combustible más grande de Centroamérica. 

En el 2006, Grupo Terra adquirió el 90% del capital accionario de Interairports S.A., pasando así a administrar los cuatro aeropuertos internacionales bajo concesión que existen en Honduras, bajo su propia marca, Aeropuertos de Honduras.

También ha tenido negocios en la rama de comunicación, fundó Megatel (posteriormente Aló), la segunda compañía telefónica de Honduras, Luego se hizo del 40 por ciento de las acciones en Empresa Nicaragüense de Telefonía (Enitel), ambas fueron vendidas por US$85 millones a América Móvil, de Carlos Slim y hoy operan como Claro.

## Hitos
- En 1978, funda la Inmobiliaria Campo Fresco en Honduras.
- En 1992 inicia el negocio de generación de energía termoeléctrica e hidroeléctrica en Honduras, Salvador y Guatemala capacidad actual de 350 megavatios.
- En 1992 obtiene la concesión para rehabilitar y operar dos centrales térmicas ubicadas en Puerto Cortes y La Ceiba, en medio de una gran crisis de energía en el país, con una inversión de US$ 18 millones de dólares.
- En 1998 pone en marcha dos nuevos proyectos térmicos, Choloma I y II que hoy proveen cerca del 30% de la energía hondureña.
- En el 2010 inauguró el mega Proyecto Hidro Xacbal, una planta hidroeléctrica, ubicada en la república de Guatemala. La construcción inicio en el 2007 y con sus 94 Megavatios, abastece de electricidad a un equivalente de 405 mil hogares.
- En 1996 funda Hondupetrol empresa dedicada a la importación y distribución de combustibles. Y posteriormente atiende a nivel Retail a través de Gasolineras UNO en Honduras y en la república de El Salvador
- En 2009 adquiere las operaciones de Shell en Centroamérica, convirtiéndose así en la distribuidora de combustible más grande de Centroamérica.
- En el 2006, Grupo Terra adquirió el 90% del capital accionario de Interairports S.A., pasando así a administrar los cuatro aeropuertos internacionales bajo concesión que existen en Honduras, bajo su propia marca, Aeropuertos de Honduras.
- Fundó Megatel (posteriormente Aló), la segunda compañía telefónica de Honduras. Luego se hizo del 40 por ciento de las acciones en Empresa Nicaragüense de Telefonía (Enitel), ambas fueron vendidas por US$85 millones a América Móvil, de Carlos Slim y hoy   operan como Claro.

## Asociaciones
- Presidente de la Fundación Terra[15]
- Fundador y Presidente de la Fundación Antonio Nasser[16][17]
- Presidente de la Fundación CONVIVE
- Socio Fundador de Hondufuturo en calidad de presidente de Fundación Nasser[18]
- Socio Fundador de Fundación Bazar del Sábado en calidad de presidente de Grupo Terra[18]
- Cónsul Honorario de la República de Rusia en Honduras[19]
- Miembro de la Cámara de Comercio Hondureño Americana
- Miembro del Consejo Hondureño de la Empresa Privada (COHEP).[20]
- Miembro y Director de la Cámara de Comercio e Industrias de Tegucigalpa (CCET)
- Miembro del Consejo Empresarial de América Latina CEAL[21]
- Miembro y Socio Fundador del Museo interactivo Chiminike
- Socio Fundador de Fundación Amigos de la Tigra AMITIGRA
- Socio Fundador de Crédito Educacional Hondureño (CREHO)
- Socio fundador del Museo de la Identidad Nacional
- Miembro del Programa Mundial de Alimentos fundación Terra[22]
- Director de la Fundación de Parques Nacionales

## Reconocimientos
- Premio por la Contribución a la Comunidad John Coleman 2002 por la Cámara
- Contribución a la Comunidad Cámara Hondureño Americana de Comercio (AMCHAM) 2002
- Por su contribución a la educación, Premio La Concordia 2006
- Por su contribución con el Ambiente, Premio La Concordia 2007
- Por su contribución en la Lucha Contra el Calentamiento Global, Premio La Concordia 2008
- Premio Nacional de ambiente mención honorífica/proyecto Tortugas Golfinas[23]
- Empresa ejemplar en RSE de América Latina por el Centro Mexicano para la Filantropía CEMEFI 2011[24]
- Mejor práctica Latinoamericana de RSE para el proyecto Hidroeléctrica RIO BLANCO 2018
- Mejor Práctica Latinoamericana en RSE para el programa BECAS TUTORIA Crece-aprende-enseña. 2010[25]
- Empresario ejemplar por la Asociación de Cámaras Iberoamericanas de comercio AICO 2009[26]
- Por su trayectoria empresarial en Latinoamérica, excelencia 2011 por la Revista América Economía en Chile 2011[5]
- Premio al Mejor Ciudadano Empresarial de las Américas otorgado por la Organización de Estados Americanos OEA, 2012[27]
- Empresa Ejemplar en RSE de América Latina CEMEFI 2011
- Reconocimiento por el Valioso Aporte a la Formación Integral de la Comunidad Universitaria de UNITEC, 2013
- Reconocimiento por el Excepcional Apoyo en la Formación de la Juventud Hondureña – Instituto Oficial Mixto 21 de octubre, Honduras 2014
- Reconocimiento como Abanderado del Programa Cívico Permanente de BANPAIS, 2017
- Reconocimiento como Ciudadano Distinguido por El Club Rotario Tegucigalpa Sur, 2019
- Contribución a la Comunidad AMCHAM 2017